# Gentianothamnus madagascariensis
Gentianothamnus madagascariensis är en gentianaväxtart som beskrevs av Jean-Henri Humbert. Gentianothamnus madagascariensis ingår i släktet Gentianothamnus och familjen gentianaväxter. Inga underarter finns listade i Catalogue of Life.